# Banjo-Kazooie (serie)
Banjo-Kazooie es una serie de videojuegos creados por la compañía británica Rare (conocida también como Rareware), propiedad actualmente de Microsoft (anteriormente fue copropiedad de Nintendo). Son protagonizados por un oso llamado Banjo quien es acompañado por su amiga Kazooie, quien es una pájara larguirucha; ambos son controlados por el jugador. En los juegos, los protagonistas arruinan los planes malvados de una bruja llamada Gruntilda.
El primer juego de la serie, Banjo-Kazooie, fue lanzado en la consola Nintendo 64 en el año de 1998 y su último videojuego hasta la fecha, Banjo-Kazooie: Nuts & Bolts., fue lanzado para Xbox 360 en 2008, desde entonces la saga ha permanecido en descanso, la última aparición de Banjo y Kazooie fue como personajes DLC en el videojuego Super Smash Bros. Ultimate para Nintendo Switch en 2019.

## Juegos

#### Banjo-Kazooie(1998)
En Spiral Mountain (Montaña espiral), Tooty, la hermana de Banjo, es secuestrada por la bruja Gruntilda, quien quiere la belleza de Tooty y para lograrlo, está dispuesta a darle la apariencia de una bruja. Banjo y Kazooie salen a su rescate. La meta del juego es llegar a la guarida de la bruja y en su camino se encuentran con varios mundos en los que irán obteniendo varios objetos como los llamados jiggys, que son piezas de rompecabezas que son necesarios para desbloquear nuevos mundos, además de completar varios acertijos para poder llegar a la guarida de Gruntilda y derrotarla.
El juego fue lanzado originalmente para la consola Nintendo 64. Posteriormente, una versión ligeramente modificada fue lanzada en el servicio Xbox Live Arcade de juegos digitales para la consola Xbox 360 de Microsoft. La misma versión digital del juego, está también disponible en la recopilación Rare Replay, lanzado para Xbox One en 2015. Fue relanzado para el servicio de Nintendo Switch Online + Expansion Pack en 2022.

#### Banjo-Tooie(2000)
Dos años después de que fuera vencida por Banjo y Kazooie, Gruntilda es liberada de su tumba y resucitada por sus dos hermanas utilizando hechizos mágicos. Utilizando la máquina conocida como B.O.B., Gruntilda comienza a succionar la vida de los habitantes de Isle O' Hags (Isla de las Brujas) para restaurar a la normalidad, sus poderes y cuerpo. Tras asesinar a Bottles, el topo que ayudó como guía a Banjo y Kazooie en la primera aventura, los héroes regresan a la acción para detener a Gruntilda una vez más.
Al igual que el primer juego, es un juego de plataformas en tercera dimensión, de los llamados collect-a-thons, término usado para los juegos en donde se tienen que obtener todos y cada uno de los objetos en el juego para obtener el mejor final. Esta secuela es conocida por ser más difícil que el juego anterior, debido a que las piezas de rompecabezas están más escondidas o son más difíciles de obtener, se requiere de regresar a mundos ya conquistados tras obtener habilidades para lograr obtener más objetos y cuentan con jefes en los calabozos.
El juego fue lanzado originalmente para la consola Nintendo 64 en el año 2000. Al igual que su antecesor, una versión ligeramente modificada está disponible en el servicio Xbox Live Arcade de Xbox 360 desde 2009 y en el recopilatorio Rare Replay para Xbox One en 2015.Será relanzado para el servicio de Nintendo Switch Online + Expansion Pack el 25 de octubre de 2024.

#### Banjo-Kazooie: Grunty's Revenge(2003)
Dos meses después de los eventos en Banjo-Kazooie, Klungo, uno de los secuaces de Gruntilda, fabrica un robot para que el espíritu de la bruja resida en el. Como Mecha-Grunty, la bruja viaja en el tiempo para evitar que Banjo y Kazooie se conozcan. Para lograrlo, Mecha-Grunty secuestra a Kazooie y Banjo se lanza a su rescate.
Al ser el Game Boy Advance una consola portátil incapaz de soportar juegos en tercera dimensión fácilmente, el juego presenta una perspectiva mixta especial, vista por arriba (similar a The Legend of Zelda: A Link to the Past) para dar un poco la ilusión de tercera dimensión. Los gráficos son prerenderizados, como en los trabajos que Rare realizó para la consola SNES, en juegos como Donkey Kong Country. El juego, al igual que sus predecesores, sigue siendo de plataformas, y al igual que los anteriores, tiene énfasis en la búsqueda de objetos.
Este juego fue lanzado para la portátil Game Boy Advance en 2003 y fue distribuido por THQ. Una adaptación para móviles, Banjo Kazooie: Grunty's Revenge Missions, fue lanzado en 2005. En esta versión móvil, se parte de la misma historia que el juego de GBA, pero cambia el sistema de juego de ser de plataformas collect-a-thon a ser una colección de minijuegos.

#### Banjo-Pilot(2005)
Este es el primer y único spin-off de la serie. Lanzado para el Game Boy Advance en 2005. El género del juego es de carreras aéreas en las que se pueden seleccionar varios personajes de la serie como pilotos. El sistema de juego es similar a ciertas carreras en Diddy Kong Racing, producido también por Rare. El juego originalmente sería lanzado como secuela de Diddy Kong Racing bajo el nombre de Diddy Kong Pilot, pero tras la compra de Rare por Microsoft, el juego fue rediseñado para no utilizar personajes y elementos propiedad de Nintendo. Este proceso tomó casi cuatro años desde que se mostró el prototipo del juego en el E3 2001.

#### Banjo-Kazooie: Nuts & Bolts(2008)
Casi diez años después de Banjo-Tooie, Lord of Games (el señor de los juegos, también conocido como L.O.G.), aparece ante Banjo y Kazooie, quienes han descuidado su físico después de tantos años de no tener aventuras. L.O.G., quien es el creador de todos los videojuegos, envía a Banjo, Kazooie y a la bruja Gruntilda a un mundo lleno de retos para que arreglen su conflicto definitivamente. Para que esto se logre, L.O.G. restaura el físico de Banjo y Kazooie y le da un cuerpo artificial a Gruntilda. Los héroes del juego son puestos a prueba mientras que Gruntilda hace lo imposible para impedir que tengan éxito.
Lanzado en 2008 para la consola Xbox 360, Banjo-Kazooie: Nuts & Bolts es el primer juego lanzado con Rare siendo ya parte de Microsoft y último de la serie hasta la fecha. El juego retoma el género de plataformas pero de manera open-world y reemplaza a las habilidades especiales que se adquirían al avanzar en el juego, por un sistema de construcción de vehículos.
Al igual que Banjo-Kazooie y Banjo-Tooie, Nuts & Bolts fue incluido en el recopilatorio Rare Replay, lanzado en 2015 para la consola Xbox One, conservando las características desbloqueables con Banjo-Kazooie y Banjo-Tooie en sus versiones de Xbox 360.

## Personajes principales

### Banjo
es uno de los dos protagonistas principales de la serie. Es un oso color marrón que viste unos pantaloncillos amarillos, un collar hecho de dientes de tiburón y una mochila azul. En esta mochila es donde reside Kazooie la mayoría del tiempo durante los juegos, en los momentos en los que Kazooie se separa, la mochila es utilizada para atacar enemigos o cargar otros personajes que se encuentren en peligro. En los primeros dos juegos, Banjo obtiene poderes de transformación que le ayudan a progresar en el juego. También se le ve en muchas ocasiones tocando el banjo, instrumento que le da su nombre.

### Kazooie
es el otro de los dos protagonistas principales de la serie. Es una pájara hembra, larguirucha y roja, perteneciente a la especie ficticia Breegull de cresta roja (red-crested Breegull). Su personalidad es completamente opuesta a la de Banjo, mientras que Banjo es amable y de buenos modales, Kazooie es grosera, impertinente y sarcástica. Es el personaje que tiene más habilidades de los dos, que van desde picotear para eliminar enemigos, hasta volar. También toca el kazoo, instrumento que le da su nombre.

### Tooty
es la hermana menor de Banjo. Es una osa rubia pequeña de coletas que viste una playera con una estrella y sandalias púrpura. Su belleza causó los celos de la bruja Gruntilda, por lo que decidió secuestrarla para intercambiar sus apariencias, lo que da inicio a los eventos del primer juego. Ella toca el pícolo, su nombre proviene de la onomatopeya "toot" (tut) que es asociado con instrumentos de viento.

### Mumbo Jumbo
es un médico brujo que ayuda a Banjo y Kazooie de diversas formas. En Banjo-Kazooie, le otorga a Banjo habilidades de transformación. En Banjo-Tooie, el personaje se vuelve jugable en ciertas misiones. En Banjo-Kazooie: Nuts & Bolts, se encuentra administrando un garaje conocido como Mumbo's Motors. A diferencia de los personajes principales, el instrumento que toca, el xilófono, no es el que le da su nombre, su nombre proviene de un modismo en inglés utilizado para nombrar a palabrerías y charlatanería.

### Gruntilda Winkybunion
es la principal antagonista de la serie (también conocida como Grunty). Es una bruja de facciones horribles y estereotipos clásicos de brujas, similar a la bruja del oeste de la película El mago de Oz de 1939. En el primer juego, secuestra a la hermana de Banjo, Tooty, para robarle su belleza, lo que le cuesta la vida tras el encuentro con Banjo y Kazooie. Gracias a su secuaz, Klungo, ella regresa en forma de robot para secuestrar a Kazooie en el pasado (Grunty's Revenge). Posteriormente, en Banjo-Tooie, sus hermanas Mingella y Blobbelda diseñan un plan para resucitarla y toma venganza. En el juego Banjo-Kazooie: Nuts & Bolts, L.O.G. le da un cuerpo artificial para derrotar a Banjo y Kazooie.

### Humba Wumba
es la rival femenina de Mumbo Jumbo quien en Banjo-Tooie reemplaza a su rival otorgándole a Banjo los poderes de transformación en el juego. En Nuts & Bolts, ella provee al jugador de planos y partes para los vehículos.

### Bottles
es un personaje que le da consejos constantemente al jugador en el juego Banjo-Kazooie (tutorial). Utiliza lentes gruesos que asemejan al fondo de una botella de vidrio (lo que le da su nombre). Tiene una esposa, Mrs. Bottles, dos hijos, Speccy y Goggles, y su hermano Jamjars. En el inicio de Banjo-Tooie, su cuerpo es destruido por la bruja Grunty pero se mantiene como fantasma hasta que es resucitado. En Nuts & Bolts vuelve a su papel de consejero administrando un quiosco de información de turistas.

### Jamjars y Bozzeye
son dos personajes que reemplazan a Bottles en su papel de tutor en los juegos Banjo-Tooie y Banjo-Kazooie: Grunty's Revenge, respectivamente.

### Jinjos
son criaturas pequeñas de varios colores quienes eran los verdaderos habitantes de la Isla de las Brujas (Isle O' Hags) bajo el reino del Rey Jingaling.
Brentilda es una de las hermanas de Gruntilda quien en lugar de tener la apariencia de un bruja, tiene la apariencia de un hada. Su único papel y aparición en la serie es en Banjo-Kazooie, donde da claves para derrotar a su hermana Gruntilda.

## Otras apariciones
Anterior al lanzamiento de Banjo-Kazooie, la primera aparición de Banjo fue como un corredor en el juego Diddy Kong Racing de Nintendo 64 en 1997, pero fue reemplazado en el remake para la portátil Nintendo DS (Diddy Kong Racing DS) debido a la adquisición de Rare por Microsoft. En Conker's Bad Fur Day y su remasterización, Conker: Live & Reloaded, la cabeza de Banjo puede observarse en la chimenea en el menú principal, al igual que Kazooie en una sombrilla en la pantalla de selección de capítulo. En Grabbed by the Ghoulies para Xbox, se pueden ver cuadros de los personajes a través del juego, además de versiones monstruosas de Banjo y Kazooie. En la versión de Sonic & Sega All-Stars Racing para Xbox 360, Banjo y Kazooie aparecen de manera exclusiva como corredores. En la versión de Xbox 360 del videojuego Minecraft, skins basados en personajes de la serie están disponibles como contenido descargable. Banjo y Kazooie son un personaje jugable en Super Smash Bros. Ultimate en formato DLC.

## Recepción
| Videojuego                      | GameRankings               | Metacritic         |
| ------------------------------- | -------------------------- | ------------------ |
| Banjo-Kazooie                   | (N64) 92.38% (X360) 80.88% | (N64) 92 (X360) 77 |
| Banjo-Tooie                     | (N64) 91.31% (X360) 77.00% | (N64) 90 (X360) 73 |
| Banjo-Kazooie: Grunty's Revenge | (GBA) 72.70%               | (GBA) 72           |
| Banjo-Pilot                     | (GBA) 66.78%               | (GBA) 68           |
| Banjo-Kazooie: Nuts & Bolts     | (X360) 80.66%              | (X360) 79          |

## Sucesor espiritual
El 10 de febrero de 2015, un grupo de exempleados de Rare que trabajaron en el desarrollo de Banjo-Kazooie, anunciaron la formación de Playtonic Games, un nuevo estudio, y los planes de un "sucesor espiritual" de la franquicia Banjo-Kazooie. Inicialmente se le dio el nombre clave Project Ukulele, y posteriormente se reveló el título del juego como Yooka-Laylee.
Playtronic utilizó la plataforma de financiación colectiva, Kickstarter, para obtener el presupuesto para el desarrollo del juego. La meta inicial era de £175,000, la cual se logró en tan sólo 38 minutos, al finalizar la campaña, logró recaudar un total de £2,090,104. El juego fue lanzado en Microsoft Windows, MacOS, Linux, PlayStation 4 y Xbox One el 11 de abril de 2017, y el 14 de diciembre del mismo año salió para Nintendo Switch.